# Stemma di Praga
Lo stemma della città di Praga, capitale della Repubblica Ceca, ha una versione minore e una maggiore.
Lo stemma fu introdotto per la prima volta nel XV secolo (quando la città di Praga corrispondeva a quello che oggi è il quartiere della Città Vecchia). Consisteva in tre torri d'argento su uno scudo rosso. Lo stemma fu migliorato da Federico III nel 1462, in riconoscimento del servizio di re Giorgio di Poděbrady, sostituendo la tinta argentata con quella dorata. Lo stemma completo in questo periodo mostrava una corona imperiale nel cimiero e due leoni boemi come sostenitori.
Nel 1649, dopo la Guerra dei Trent'anni, Ferdinando III aggiunse un braccio d'armatura in argento che impugnava una spada, anch'essa d'argento, che emergeva dalla porta della città. Questo simbolo rappresenta l'efficace difesa della città contro l'esercito svedese durante la Guerra dei Trent'anni. Ferdinando aggiunse anche uno stemma raffigurante l'aquila asburgica e il suo monogramma FIII.
Lo stemma fu ereditato dalla moderna città di Praga al momento della sua fondazione nel 1784, quando i quattro quartieri (Città Vecchia, Città Nuova, Hradčany e Malá Strana) furono unificati. L'aquila asburgica nello stemma fu sostituita da un terzo leone boemo nel 1918 e fu aggiunto il motto Praha matka měst ("Praga, la madre delle città"). Durante il periodo comunista, il leone nello stemma era raffigurato con una stella rossa a cinque punte al posto della corona. La versione attuale dello stemma maggiore, disegnata da Karel Pánek, fu adottata nel 1991. Ripristinò la corona del leone boemo nello stemma e cambiò il motto in PRAGA CAPUT REI PUBLICAE ("Praga, la capitale della Repubblica").
Il numero di mattoni mostrati corrisponde al numero di comuni catastali di Praga, attualmente 112.